# 王綏 (清朝)
王綏，號履斋，陝西宁夏府灵州（今宁夏灵武市）人，清朝軍事將領，武進士出身。善诗文，著有《一啸轩集》。
乾隆五十五年（1790年），登武進士，授御前三等侍衛。后任江南奇兵營遊擊、江南督標中軍副將。乾隆十七年，任江西南贛鎮總兵。乾隆二十二年，署理湖廣提督。乾隆二十六年，任江南壽春鎮總兵。乾隆二十七年，任江南提督。

## 外部連結
- 王綏（页面存档备份，存于） 中研院史語所